# Peteroma jonesi
Peteroma jonesi är en fjärilsart som beskrevs av Druce 1898. Peteroma jonesi ingår i släktet Peteroma och familjen nattflyn. Inga underarter finns listade i Catalogue of Life.